# Irma Johansson
Irma Elina Johansson Öberg, född Johansson 3 april 1932 i Nederkalix församling, är en svensk längdskidåkare aktiv under 1950- och 60-talen. Hon vann två OS-medaljer i stafett; brons i Cortina 1956 och guld i Squaw Valley 1960.
Irma körde startsträckan och när fältet efter cirka 300 meter svängde in i skogen, trasslade ryskan Radja Jerosjinas in sig i sina egna skidor, gick omkull och bytte senare ena skidan. Irma såg då sin chans och gav allt, ryskan stressade och blev efter ett tag fullpumpad med mjölksyra, vid växlingen var ryskan distanserad med 1.24 minuter. Guldet var därmed i praktiken säkrat.
Efter målgång anklagades (sovjetisk protest) Irma för att ha orsakat det ryska fallet. Det tog ett dygn innan en film helt kunde fria henne från anklagelserna. Men det hjälpte inte. Hon hade då redan tagit så illa vid sig att hon tappade lusten för att tävla. Hon åkte bara en tävling efter detta, ett lopp hemma i Luleå. 
Hon tog också VM-brons i stafett 1958 för Sverige.

### Fotnoter
1. ↑  Jan-Erik Larsson (17 november 2010). ”Skiddrottningen fyller 80 år”. Norrländska socialdemokraten. http://www.nsd.se/nyheter/kalix/?articleid=5788278. Läst 8 februari 2016.
2. ↑  ”Sveriges Olympiska Kommitté - Sveriges Olympiska Kommitté startsida - samlingssidan för olympisk verksamhet i Sverige”. sok.se. https://sok.se/. Läst 25 april 2019.